# 巴西刺鮨
巴西刺鮨為輻鰭魚綱鱸形目鱸亞目鮨科的其中一種，分布於西南大西洋的巴西、烏拉圭、阿根廷海域，體長可達60公分，棲息在水溫較低的大陸棚，屬肉食性，可做為食用魚。

## 擴展閱讀
維基物種上的相關：巴西刺鮨